# Hova tingslag
Hova tingslag var ett tingslag i Skaraborgs län. Tingsplats var Hova i Hova socken.
Tingslaget bildades 1680 och uppgick 1 januari 1924 i Vadsbo norra tingslag. 
Tingslaget ingick i Vadsbo norra domsaga från 1864, Vadsbo domsaga dessförinnan.